# Het Bildt
Het Bildt (vestfrisisk: It Bilt) er en kommune i provinsen Frisland i Nederlandene. Kommunens samlede areal udgør 116,51 km2 (hvoraf 24,23 km2 er vand) og indbyggertallet er på 10.933 indbyggere (2008) .